# رابطة مشجعي أرسنال
هناك نوعان من شركات المشجعين في أرسنال، الغونرز (مقتبسة من لقب النادي، الغانرو "المدفعيات") و الهيرد "الجمهور". الغونرز كانت شركة للمشجعين مثيري الشغب في كرة القدم نشطة بشكل رئيسي في الثمانينيات والتسعينيات. وبالرغم من ذلك، يتم استخدام الاسم الآن من قبل معظم المشجعين الداعمين لأرسنال
الهيرد كانوا متواجدين بين أواخر السبعينيات وأوائل التسعينيات، ولا يزالوا موجودين حتى الان لكنهم يفضلوا البقاء متخفيين. الهيرد شركة مشجعين متخصصة في مجال كرة القدم ولديها هتاف حربي مميز إي-آي-إي E-I-E. المنافسون الرئيسيون للهيرد في الثمانينيات وحتى يومنا هذا هم فريق وست هام الدولي، وجيش ييد في توتنهام هوتسبير، وصيادو رؤوس هيد هانترز تشيلسي، ميلوول اف تروب (التي عُرفت لاحقًا باسم ميلوول بوشواكرز).
على الرغم من أن الهيرد كانت تعتبر بشكل أساسي شركة مشجعين لمثيري الشغب، إلا أن عدداً قليلاً من الأعضاء لم يكونوا عنيفين. اعتبر العديد من مشجعي أرسنال داينتون كونيل (المعروف أيضًا باسم داينتون "الدب" كونيل) بطلاً شعبيًا، لكنه توفي في حادث سيارة في عام 2007، حيث حضر 3000 معزي جنازته منهم العديد من اللاعبين السابقين. اشتباكات الهيرد الأكثر شهرة كانت مع مشجعي ميلوول في هايبري في عام 1988 ومع جماهير غلطة سراي في ساحة سيتي هول [الإنجليزية]، كوبنهاغن في عام 2000.   